# Aromobates cannatellai
Aromobates cannatellai es una especie de anfibio anuro de la familia Aromobatidae.

## Distribución geográfica
Esta especie es endémica del estado de Táchira en Venezuela. Habita en Uribante a 1140 m de altitud en la cordillera de Mérida.

## Etimología
Esta especie lleva el nombre en honor a David Charles Cannatella.

## Publicación original
- Barrio-Amorós, & Santos, 2012 : A phylogeny for Aromobates (Anura: Dendrobatidae) with description of three new species from the Andes of Venezuela, taxonomic comments on Aromobates saltuensis, A. inflexus, and notes on the conservation status of the genus. Zootaxa, n.º 3422, p. 1-31.[3]